# Hocabá
Hocaba är en ort i Mexiko.   Den ligger i kommunen Hocabá och delstaten Yucatán, i den östra delen av landet, 1 000 km öster om huvudstaden Mexico City. Hocaba ligger 21 meter över havet och antalet invånare är 3 866.
Terrängen runt Hocaba är mycket platt. Runt Hocaba är det ganska glesbefolkat, med 34 invånare per kvadratkilometer. Närmaste större samhälle är Seyé, 13,2 km väster om Hocaba. Omgivningarna runt Hocaba är en mosaik av jordbruksmark och naturlig växtlighet.